# Voina Anny
Voina Anny (em russo: Война Анны; bra: A Guerra de Anna) é um aclamado filme russo dirigido por Aleksei Fedortchenko e estrelado por Marta Kozlova e Liubov Vorojtsova. Baseado em uma história verídica, o filme narra os eventos da guerra a partir da perspectiva da protagonista Anna. Lançado em 2018, abriu o programa de competição do festival Kinotavr, onde Kozlova recebeu um diploma especial do júri "por criar uma imagem da guerra através dos olhos de uma criança". Voina Anny foi considerado o "melhor filme" nas premiações Águia de Ouro, Nika e Elefante Branco.Águia de Ouro, Nika e Elefante Branco.

## Sinopse
Uma menina chamada Anna sobrevive a uma execução de judeus locais após sua mãe a cobrir com o próprio corpo. Em seguida, ela se esconde na chaminé de uma escola ucraniana, utilizada como quartel-general pelos nazistas durante a ocupação. De seu esconderijo, Anna observa a guerra e a vida ao seu redor.

## Elenco
- Marta Kozlova como Anna.[9]
- Liubov Vorojtsova como avó.[9]
- Vladimir Sapin como avô.[9]
- Alexander Vakhov como Sidor.[9]

## Premiações
- 2019 — Águia de Ouro: "melhor filme" e "melhor diretor".[5]
- 2019 — Elefante Branco: "melhor filme".[10]
- 2019 — Nika: "melhor filme" e "melhor atriz".[11]